# Dicksonsgatan
Dicksonsgatan är en gata i Lorensbergs villastad i stadsdelen Lorensberg i Göteborg. Den är cirka 70 meter lång och sträcker sig från Skyttegatan till Lyckans väg.
Gatan fick sitt namn år 1914 till minne av affärsmannen och mecenaten Oscar Dickson. Dickson stödde särskilt geografiska och naturvetenskapliga forskningar, bland annat Andrée-expeditionen och Vegaexpeditionen. Under en period hade den naturgeografiska institutionen vid Göteborgs universitet sina lokaler vid Dicksonsgatan.